# Kangaroo Point, New South Wales
Kangaroo Point este o suburbie în Sydney, Australia.